# Hokuto Shimoda
Hokuto Shimoda (født 7. november 1991) er en japansk fodboldspiller.
Han har spillet for flere forskellige klubber i sin karriere, herunder Ventforet Kofu, Shonan Bellmare og Kawasaki Frontale.